# Johan Edström (militär)
Nils Karl Johan Edström, född den 12 april 1943 i Karlstads församling i Värmlands län, är en svensk militär.

## Biografi
Johan Edström avlade officersexamen vid Krigsskolan 1966 och utnämndes samma år till fänrik i armén, där han befordrades till löjtnant 1968. Han tjänstgjorde 1971–1972 i FN:s fredsbevarande styrkor i Cypern (UNFICYP). Han blev 1972 kapten vid Norrlands dragonregemente samt tjänstgjorde 1973–1975 i Livgardesskvadronen och från 1975 i Livgardets dragoner. Han gick 1975–1977 Stabskursen vid Militärhögskolan, befordrades till major 1977 och var lärare vid Militärhögskolan 1982–1985. År 1985 befordrades han till överstelöjtnant, varefter han tjänstgjorde vid Försvarsstaben 1985–1988. Åren 1988–1991 var han chef för Livgardets dragoner. År 1991 utnämndes han till överstelöjtnant med särskild tjänsteställning, varpå han var avdelningschef i Högkvarteret 1991–1994 och avdelningschef i Militära underrättelse- och säkerhetstjänsten i Högkvarteret 1994–1998. Åren 1998–2000 var Edström försvarsattaché vid ambassaderna i Warszawa och Kiev.